# Montagu Stopford
Montagu George North Stopford (16 november 1892 – 10 maart 1971) was een Britse generaal tijdens de Tweede Wereldoorlog en was van 1946 tot 1947 opperbevelhebber van de South East Asia Command.

## Eerste jaren
Stopford was de zoon van kolonel Lionel Arthur Montagu Stopford en Georgina Emily Mackenzie. Hij studeerde aan het Wellington College en het Royal Military College in Sandhurst. Hij werd in 1911 toegevoegd aan de Rifle Brigade en diende met het 2de Bataljon van zijn regiment tot 1914 in India. Hij vocht tijdens de Eerste Wereldoorlog waar hij de Military Cross verdiende.

## Tweede Wereldoorlog
Voor de uitbraak van de Tweede Wereldoorlog was hij een instructeur op de Staff College in Camberley. Hij voerde het bevel over de 17e Infanteriebrigade, die deel uitmaakte van 1939 tot 1940 van de British Expeditionary Force. Daarna voerde hij van 1940 tot 1941 bevel over de 56e (London) Infanteriedivisie, van 1942 tot 1943 over de Britse 12e Legerkorps en van 1943 tot 1945 over de Indische 33e Legerkorps in Birma. Stopford voerde het bevel over het korps tijdens de Slag om Imphal. In december 1944 werden hij, Geoffrey Scoones en Philip Christison in een ceremonie bij het front van Imphal voor Schotse, Gurkha en Punjab-regimenten geridderd en benoemd tot Ridder Commandeur in de Orde van het Britse Rijk door de onderkoning, Lord Wavell. William Slim werd in dezelfde ceremonie ook geridderd en benoemd tot Ridder Commandeur in de Orde van het Bad. Hij voerde uiteindelijk het bevel over het in 1945 gevormde Britse Twaalfde Leger.

## Na de Tweede Wereldoorlog
Na de oorlog voerde Stopford van 1945 tot 1946 als commandant van de Burma Command (hernoemd vanuit Twaalfde Leger), in 1946 was hij opperbevelhebber van de Geallieerde Landtroepen in Nederlands-Indië, van 1946 tot 1947 als opperbevelhebber van de South East Asia Command en van 1947 tot 1949 was hij General Officer Commanding-in-Chief van de Northern Command. In 1949 ging hij met pensioen bij het leger en werd benoemd tot Colonel-in-Chief bij de Rifle Brigade.
In 1962 werd hij benoemd tot plaatsvervangend-luitenant van Oxfordshire.

## Militaire loopbaan
- Second Lieutenant: 20 september 1911[1][2]
- Lieutenant:
- Captain:
- Major:
- Lieutenant-Colonel:
- Colonel:
- Tijdelijk Brigadier: 5 oktober 1939[3]
- Major-General:
- Lieutenant-General: 17 april 1945 (gedateerd 1 september 1944)[3]
- General: 30 oktober 1946 (gedateerd 1 oktober 1946)[3]

## Decoraties
- Knight Grand Cross of the Order of the Bath in 1948[1]
- Knight Commander of the Order of the Bath in 1947[1]
- Companion of the Order of the Bath in 1943[1]
- Knight Commander of the Order of the British Empire op 28 september 1944[1]
- Distinguished Service Order in 11 juli 1940[1]
- Chief Commander in the Legion of Merit: in 1945[1]
- Military Cross in 1917
- Hij werd tweemaal genoemd in de Dagorders. Dat gebeurde op: 
  - 26 juli 1940[1]
  - 19 juli 1945[1]